# 4375 Kiyomori
4375 Kiyomori è un asteroide della fascia principale. Scoperto nel 1987, presenta un'orbita caratterizzata da un semiasse maggiore pari a 2,2935651 UA e da un'eccentricità di 0,1036874, inclinata di 5,85981° rispetto all'eclittica.